# Ацетат палладия(II)
Ацетат палладия(II) — неорганическое соединение,
соль палладия и уксусной кислоты с формулой Pd(CH3COO)2,
оранжево-коричневые кристаллы,
не растворяется в воде.

## Получение
- Реакция нитрата палладия(II) и перегретой уксусной кислоты[1]:

{\displaystyle {\mathsf {Pd(NO_{3})_{2}+2CH_{3}COOH\ {\xrightarrow {140^{o}C}}\ Pd(CH_{3}COO)_{2}+2HNO_{3}}}}

## Физические свойства
Ацетат палладия(II) образует оранжево-коричневые кристаллы
моноклинной сингонии,
пространственная группа P 21/m,
параметры ячейки a = 0,74467 нм, b = 0,58383 нм, c = 0,79900 нм, β = 93,46°, Z = 4.
Не растворяется в воде.

## Применение
- Катализатор в органическом синтезе.